# Valle de Oca
Valle de Oca är en kommun i Spanien.   Den ligger i provinsen Provincia de Burgos och regionen Kastilien och Leon, i den norra delen av landet, 230 km norr om huvudstaden Madrid. Antalet invånare är 177. Arean är 38 kvadratkilometer.
Terrängen i Valle de Oca är huvudsakligen platt, men söderut är den kuperad.